# Nikšić
Nikšić er en by i Montenegro med  56.970  indbyggere (2011).
Den gamle gotiske by Anagastum opstod i det 4. århundrede som romersk militærfort på stedet, hvor de vigtigste veje mødtes. Igennem århundreder blev stedet ødelagt og genopbygget og skiftede udseende og herskere. Stedet var et aktivt fort indtil tyrkernes ankomst.
Med tiden blev pladsen indenfor bymuren trang for alle dem, som søgte tilflugt her, og bebyggelse udenfor bymuren blev påbegyndt, og hermed opstod de første småbebyggelser udenfor, dvs. starten på dagens by. Byens udvikling er forbundet med fortet, selvom der i dalen eksisterede en lille romersk bebyggelse Anderba, som forsvandt sporløst, og om hvis beliggenhed der ikke findes nogen nøjagtige kilder.
Med befrielsen fra tyrkerne i 1877 kom der nye indbyggere, nye impulser, og et nyt ønske for et nyt Montenegro. Dette ønske kom til live med den første byplan i 1883 som var udfærdiget af ingeniør Josip Slade på befaling af Kong Nikola.
Efter verdenskrigene genopbyggedes de ødelagte huse og især efter den 2. verdenskrig er byen vokset til ti gange den størrelse, den havde før krigene, og byen er blevet et industricentrum i Montenegro.